# My Boy (Billie Eilish)
My Boy è un singolo della cantante statunitense Billie Eilish, pubblicato il 28 luglio 2017 come sesto estratto dal primo EP Don't Smile at Me.

## Tracce
Testi e musiche di Finneas O'Connell e Billie Eilish O'Connell.
Download digitale
1. My Boy – 2:50

Download digitale – TroyBoi Remix
1. MyBoi (TroyBoi Remix) – 3:31

## Formazione
- Billie Eilish – voce
- Finneas O'Connell – produzione, ingegneria del suono
- Rob Kinelski – missaggio
- John Greenham – mastering